# Start-up-Nation Israel
Start-up-Nation Israel bezeichnet einen Gründerboom im High-Tech-Bereich seit Mitte der 1990er Jahre, der dem Staat Israel zum Attribut Start-up-Nation verhalf. Hierzu trug die Schaffung eines entsprechenden wirtschaftlichen Umfelds durch die israelische Regierung bei. Der Erfolg der Venture Capital-Branche in Israel wurde durch „Yozma“ (hebräisch für „Initiative“) aufgebaut, einer Regierungsinitiative des Jahres 1993, die ausländischen Risikokapitalinvestoren in Israel attraktive steuerliche Anreize bot und versprach, jede Investition mit staatlichen Mitteln zu verdoppeln.
Keine andere Nation bringt – bezogen auf die Einwohnerzahl – so viele Start-ups, Business Angels, Inkubatoren und Investoren hervor. Mit einem Anteil von über 0,3 Prozent des Bruttoinlandsproduktes besitzen Venture Capital-Investitionen in Israel die mit Abstand größte volkswirtschaftliche Bedeutung unter allen entwickelten Ländern – noch vor den Vereinigten Staaten mit knapp 0,2 Prozent. Europa hinkt im Vergleich zu den USA oder Israel bei der Zahl erfolgreicher Startups hinterher. Diese Entwicklung wurde in dem Buch Start-up Nation: The Story of Israel's Economic Miracle (englisch Start-up Nation: Die Geschichte des Wirtschaftswunders Israels) beschrieben, das ins Deutsche übersetzt wurde.

## Geschichte
Als Gründervater der israelischen Hightech-Industrie gilt der 1925 geborene Usia Galil. Zusammen mit Dan Tolkowsky gründete er 1962 die Holding-Gesellschaft Eltron Electronic Industries. Schwerpunkte wurden unter anderem die Bereiche Telekommunikation, Medizintechnik sowie Luft- und Raumfahrt. Insgesamt baute die Holding-Gesellschaft über 30 Firmen und Start-ups mit auf, darunter die Firmen Elbit Computer, das Elektronikunternehmen Orbotech und das Medizintechnikunternehmen Given Imaging.
Im Juli 2015 hat das Bundesministerium für Wirtschaft und Energie mit „EXIST – Start-up Germany“ einen Modellversuch zur Internationalisierung von EXIST gestartet. Hier wird ausländischen Gründungswilligen beziehungsweise Start-up-Teams eine Gründung in Deutschland ermöglicht. Die Initiative wurde mit dem Partnerland Israel 2015 begonnen, denn die Gründerquote in Deutschland liegt nur bei 1,06 % (Stand 2018). Die Friedrich-Naumann-Stiftung resümierte im Juni 2018 den Nachholbedarf mit dem Satz: „Deutschland muss das werden, was Israel längst ist: eine Start-up Nation.“
Israel investierte im Jahr 2018 rund 16 Milliarden US-Dollar in Forschung und Entwicklung (Research and Development, R&D) und hat diesbezüglich mit 4,3 Prozent des Bruttoinlandsprodukts (BIP) einen der weltweit höchsten Etats. Mehr als 320 multinationale Unternehmen haben sich in Israel angesiedelt (Stand 2019) und betreiben Innovationszentren im Land, wobei die ausländischen Firmen sowohl eigene Innovationszentren in Israel eröffnen, als auch israelische Firmen aufkaufen und diese zu Entwicklungszentren ausbauen.
In einem am 24. Juli 2019 veröffentlichten Bericht der Weltorganisation für geistiges Eigentum (WIPO) erreichte Israel den 10. Platz im Globalen Innovationsindex. In die Auswertung flossen 80 Faktoren ein, darunter Marktregulierung, Ausgaben für Bildung und Forschung sowie private Investitionen.
Im Dezember 2019 veröffentlichte TechAviv, eine Vereinigung israelischer Firmengründer in aller Welt, dass von den 500 weltweit vertretenen Unternehmen 13 Unternehmen aus Israel einen außergewöhnlichen Status erhalten haben. Ihr Firmenwert wird auf mindestens eine Milliarde US-Dollar geschätzt. Solche Unternehmen werden Einhörner genannt, weil sie so selten vorkommen.
2021 erhielt das israelische Start-up Unternehmen Amimon den Oscar in der Kategorie Wissenschaft und Technik. Mit dem Preis ehrt die die Academy of Motion Picture Arts and Sciences die Erfindung einer drahtlosen Videotechnologie, mit der dem Regisseur und der Steuerungscrew die Kontrolle über alle Aufnahmewinkel gleichzeitig ermöglicht wird.

## Förderprogramme
Die israelische Regierung hat drei verschiedene Programme zur Förderung von Start-up-Unternehmen aufgelegt:
- das TNUFA-Programm (hebräisch תנופה Momentum, Schwung) für Jungunternehmer, die den Nachweis technologischer Durchführbarkeit und kommerzieller Realisierbarkeit ihrer Idee erbringen, mit einem Höchstzuschuss von 58.000 US-Dollar.
- das Incubator-Incentive-Programm für Start-up-Gründer mit einem Zuschuss bis zu einem Höchstbetrag von 800 Millionen US-Dollar bei 15 Prozent notwendigen Eigenkapitals. Das Darlehen muss nur im Erfolgsfall zurückgezahlt werden. Damit werden auch riskante Projekte finanziell möglich. Scheitert das junge Unternehmen, trägt der Staat die Kosten; ist es erfolgreich, verbleiben die Gewinne bei den privaten Investoren. Der Staat wiederum refinanziert sich im Erfolgsfall und erhält drei Prozent Tantiemen von gewinnbringenden Start-ups.
- das Renewable Energy Technology Center für Entwicklungsprojekte im Segment erneuerbare Energien und Energieeffizienz mit einem Förderbudget bis zu 730.000 US-Dollar je Projekt. Es umfasst die Bereiche Solarenergie, Windenergie, Geothermie, Brennstoffalternativen, Energieeffizienz, Smart Grid (Intelligentes Stromnetz) und Energiespeichertechnologie.[16]

### Banken
Auch die israelischen Banken haben Innovationen zur Finanzierung von Start-ups entwickelt. Neugründer, die mit einer Bank Kontakt aufnehmen, haben normalerweise keinerlei Kenntnisse über Finanzen oder Bankgeschäfte. In der Regel sind sie Ingenieure oder gar „Träumer“. Wenn sie auf einen Bankier treffen, der ihr Geschäftsmodell nicht versteht, wird es nichts aus der Finanzierung. Es wurden deshalb neue Servicemodelle mit Bänkern, die auch entsprechendes technisches Know-how besitzen, ins Leben gerufen. Mit ihrer Hilfe werden Kredite an Unternehmen vergeben, die zunächst Geld verlieren und traditionell als nicht kreditwürdig gelten würden. Ferner wurden Möglichkeiten geschaffen, wie sich die Kreditvergabe an Start-ups verbilligen lässt, beispielsweise durch Vereinbarungen mit dem Europäischen Investitionsfonds, der auf Risikokapitalfinanzierungen (private equity) und Garantien zugunsten von kleinen und mittleren Unternehmen spezialisiert ist, um einen Teil des Kreditrisikos zu übernehmen.

### Non-profit-Organisationen
Zu den Non-profit-Organisationen gehört Start-Up Nation Central. Sie verbindet Führungskräfte von Unternehmen, Regierungen und Nichtregierungsorganisationen aus der ganzen Welt mit israelischer Innovation und bietet israelischen Innovatoren Zugang zu potenziellen und zuvor unzugänglichen Märkten. Sie konzentriert sich derzeit auf die Sektoren Digital Health, AgriFoodtech und Industrie 4.0, zieht Investoren an und baut Tech-Communities auf und fördert sie, um die Zusammenarbeit, den Wissensaustausch und die Erweiterung von Fähigkeiten zu verbessern.

## Gründe
Als Gründe, wie Israel in wenigen Jahren zu einem führenden Standort für die digitale Industrie aufstiegen gelten:
- Die Armee:  An der Gründung aller Start-up-Unternehmen waren Personen beteiligt, die zuvor in der israelischen Armee, meist in der Eliteeinheit 8200 zur Fernmelde- und elektronischen Aufklärung gedient haben. Die israelischen Streitkräfte haben seit den 1990er Jahren viel Geld und Arbeitskraft in die digitale Aufrüstung gesteckt, weil das Cyberspace zum größten Kampfplatz geworden ist. Auch werden in der israelischen Armee die Soldaten schnell zu Kommandeuren kleiner Einheiten, die dann Entscheidungen treffen müssen, die über Leben und Tod entscheiden können. Das Militär ist zudem die Möglichkeit, ein enormes Netzwerk aufzubauen. Oft werden Start-ups von Leuten gegründet, die in der gleichen Einheit gedient haben.[20]
- Die Bildung: Als an Rohstoffen armes Land und umgeben von zunächst durchgehend feindlich gesinnten Nachbarstaaten hat Israel seit seiner Gründung stark in den Bildungssektor investiert.  Nach einem Bericht der Organisation für wirtschaftliche Zusammenarbeit und Entwicklung (OECD) lagen die Bildungsausgaben 2015 gemessen am Bruttoinlandsprodukt bei 6,5 Prozent, Deutschland kam auf 5,4 Prozent, der Durchschnitt der OECD-Länder lag bei 5,2 Prozent.
- Die Zuwanderung: Die Zuwanderung aus Osteuropa seit dem Ende des Kalten Krieges aus den Staaten der ehemaligen Sowjetunion haben Israel stark verändert. Mehr als eine Million Menschen sind nach Israel eingewandert – ein Bevölkerungszuwachs um gut 15 Prozent. Diese hatten oft ein hohes Bildungsniveau, zehntausende Ärzte und Ingenieure halfen dabei, Israel in einen weltweit führenden Technologiestandort zu verwandeln.
- Die Mentalität: Der Physiker und Nobelpreisträger Dan Shechtman drückte die israelische Mentalität so aus: „Wir Israelis sind ein furchtloses Volk. Deshalb sind wir erfolgreich in den Wissenschaften, und deshalb werden in diesem Land auch so viele Unternehmen gegründet. Die Furcht vor dem Scheitern, die Furcht davor, eine Schande für sich selbst und die Familie zu sein, gibt es bei uns nicht. Wer es in Israel versaue, sei ein bisschen schlauer und fängt noch mal von vorne an.“

## Schwerpunkte und Kritik
Ein Schwerpunkt wurde dabei von Anfang an auf die Cyber-Sicherheit gelegt, in dem es mit 19 Prozent des globalen Investment Weltmarktführer ist. Ein weiterer Schwerpunkt sind die Technologien rund um das autonome Fahren. Weitere Bereich sind die Medizintechnik, die Biowissenschaften und die Informationstechnik.
Seit 2017 wird als weiterer Schwerpunkt die Quantentechnologie gefordert, besonders an der Ben-Gurion-Universität des Negev in Beʾer Scheva.
Aus der Entwicklung militärischer und polizeilicher Cybersurveillance sind Unternehmen sowohl der Verteidigung, als auch des Angriffs (Spyware/Malware) auf Daten und Netzwerke hervorgegangen. International kritisiert wird der Verkauf der Angriffstechnologie an Diktaturen und andere Staaten, die damit die Arbeit von kritischen Journalisten und Oppositionellen überwachen wollen, wie im Fall von Aserbaidschan oder Marokko. Problematisch ist vor allem die Spyware Pegasus des 2010 gegründeten Unternehmens NSO Group Technologies in Herzlia.

## Statistik
- 2015 investierten Geldgeber in Israel mit 4,4 Milliarden Dollar, dass sind pro Kopf der Bevölkerung 553 Dollar in Wagniskapital. Zu Vergleich sind dies in den USA 229 Dollar, in der Schweiz 91, in Schweden 83, Großbritannien 73, China 36, Frankreich 28 Dollar. In Deutschland sind es 36 Dollar und damit nur insgesamt 2,9 Milliarden. In Israel kommt auf je 1600 Einwohner ein Gründer eines Start-up Unternehmens.[27]
- 2018 investierten Geldgeber eine Summe von 6,47 Milliarden Dollar in israelische Startups, was eine Steigerung um 17 % im Vergleich zum Vorjahr bedeutet.[28]

In Israel investiertes Risikokapital in Milliarden Dollar:
| 3,0  | 3,8  | 4,8  | 5,1  | 5,5  | 6,47 |
| 2013 | 2014 | 2015 | 2016 | 2017 | 2018 |

Quelle: 2013–2018:
Im Jahr 2020 investierten 195 europäische Förderer umgerechnet mehr als eine Milliarde Euro in junge Unternehmen in Israel, wie eine Analyse der Marktforschungsfirma IVC Research Center ergab. Das ist fast viermal so viel wie im Jahre 2015.

## Start-ups (Auswahl)
Weltweit haben israelische Wissenschaftler zum Fortschritt in verschiedenen Branchen beigetragen, woraus zahlreiche Start-up-Unternehmen entstanden sind.
- Die erste ICQ-Software wurde im November 1996 vom israelischen Startup-Unternehmen Mirabilis veröffentlicht. ICQ ist der erste Internet-weite Instant-Messaging-Dienst. Er wurde 1998 von AOL für 287 Millionen US-Dollar übernommen.
- Im Jahr 2000 kamen die ersten von der israelischen Firma M-Systems entwickelten USB-Speicherstick auf den Markt. Das Unternehmen wurde 2006 von SanDisk zum Preis von 1,5 Milliarden US-Dollar übernommen.
- Nach Erstbeschreibung der Kapselendoskopie im Jahr 2000, sowie nach Erhalt der CE-Zertifizierung für Europa und der Zulassung durch die US-amerikanische Food und Drug Administration (FDA), wurde diese von der Firma Given Imaging Ltd, im Jahr 2001 zum klinischen Einsatz gebracht.
- 2003 beginnt die Markteinführung des Intel Pentium M. Der Pentium M wurde in Intels Forschungs- und Entwicklungslabor (Israel Development Center, IDC) in Haifa entwickelt,[32] das durch den großen Erfolg deutlich an Ansehen innerhalb der Firma gewann. Die Codenamen für die einzelnen Modelle (Banias und Dothan) beziehen sich auf biblische Orte (Banias ist eine Stadt in den Golanhöhen und eine der Quellen des Jordan, Dothan ist eine biblische Stadt nahe dem heutigen Nablus).
- Ebenfalls 2003 kommt der ebenfalls in Israel entwickelte Centrino (Centrino Mobile Technology) auf den Markt. Centrino ist eine Marke, die sämtliche Notebook- sowie Mobile-Internet-Device-Plattformen umfasst, welche auf Hardware aus dem Hause Intel basieren. Sie bezeichnet Kombinationen aus Prozessor, Mainboard-Chipsatz und WLAN.
- Das Unternehmen Atlantium wurde 2003 gegründet und ist weltweit führend in der UV-Technologie zur Abwasserreinigung.[33]
- Auf dem Intel Developer Forum im Frühjahr 2005 wurde der von Intels Forschungs- und Entwicklungsabteilung in Israel entwickelte Mikroprozessor Intel Pentium D erstmals der Öffentlichkeit vorgestellt wurde.
- 2006 wurde die erste Version der App Waze, ein GPS-gestütztes Navigationssystem für Smartphones, von dem israelischen Start-up-Unternehmen Waze Mobile veröffentlicht.
- Ebenfalls 2006 übernahm HP Mercury Interactive für 4,5 Milliarden US-Dollar eine Software für Anwendungsmanagement, Anwendungsbereitstellung, Änderungs- und Konfigurationsmanagement, serviceorientierte Architektur, Änderungsanforderung, Qualitätssicherung und IT-Governance.
- 2006 wird erstmals die von Intel Israel Development Center in Haifa entwickelte Intel-Sandy-Bridge-Mikroarchitektur vorgestellt. Erste Modelle mit der neu entwickelten Mikroarchitektur wurden im Januar 2011 vorgestellt.
- Ebenfalls 2006 wird Outbrain gegründet, welches zu einem der Marktführer im Empfehlungsdienst-Werbemarkt wird.
- Die ebenfalls bei Intel Israel Development Center entwickelte Intel-Core-Mikroarchitektur wurde am 7. März 2006 auf dem Intel Developer Forum offiziell vorgestellt. Die ersten Prozessoren, in der sie verwendet wurden, erhielten den Namen Intel Core 2.
- 2013 übernahm Google zum Preis von 1,1 Milliarden US-Dollar Waze; die Smartphone-Navigation mit GPS-Sensoren auf Smartphones wurde mit Crowdsourcing kombiniert.
- Ebenso 2013 übernahm IBM Trusteer, deren Entwicklung Malware, Phishing-Angriffe und Internetbetrug verhindert und Cloud-Sicherheitsprodukte herstellt.
- 2014 hat der japanische E-Commerce-Riese Rakuten für 900 Millionen US-Dollar Viber übernommen, einen kostenlosen Chat-Dienst für Smartphones und Desktop-Computer. Das Programm ermöglicht IP-Telefonie und Nachrichtensofortversand.
- Im März 2015 führte Israel als erste Nation eine Warn-App zum Schutz der Zivilbevölkerung vor Raketenangriffen und bei Naturkatastrophen ein.[34]
- 2016 kaufte Sony den Chiphersteller Altair für 212 Millionen US-Dollar, Oracle den Cloud-Computing-Spezialisten Ravello für 500 Millionen US-Dollar und Cisco das Chipdesign-Startup Laeba für 320 Millionen US-Dollar.[35]
- Am 13. März 2017 hat der US-amerikanische Konzern Intel Mobileye für 15,3 Milliarden US-Dollar übernommen. Mobileye ist der führende Anbieter von Software für Fahrerassistenzsystem. Dies war die bislang größte Unternehmensübernahme in der israelischen Hightech-Industrie.
- Im November 2017 übernahm Continental AG für 400 Millionen Dollar das Cybersicherheits-Start-up Argus Cyber Security als Teil der Continental-Tochter Elektrobit. Die Continental will mit der Übernahme ihre Entwicklung von Technologien für selbstfahrende Autos stärken.[36]
- 2017 erwarb Apple „für mehrere Millionen US-Dollar“ das erst 2014 gegründete Unternehmen Realface, ein auf Gesichtserkennung spezialisiertes Start-up in Israel. Apple hat unter anderem den 3D-Sensor-Experten PrimeSense, bekannt aus dem Xbox-Kinect-Sensor, den Speicherspezialisten Anobit und das Kamera-Start-up LinX übernommen und dafür bis zu 400 Millionen Dollar ausgegeben.[37]
- Im Februar 2018 wird von dem israelischen Unternehmen ReWalk Robotics Exoskelett entwickelt. Exoskelett ermöglicht gelähmten Menschen, zu gehen.
- Playtika ist ein führender Entwickler von sozialen und mobilen Spielen und wurde für 4,4 Milliarden US-Dollar von einer chinesischen Investorengruppe übernommen.[38]
- Im August 2019 hat die amerikanische Firma Amazon das israelische Start-up-Unternehmen „E8 Storage“ gekauft. Das Unternehmen entwickelt Flash-Speicherinstallationen, die auf Software basieren.[39]
- Am 10. September 2019 gab die weltgrößte Restaurantkette McDonald’s bekannt, das in Israel gegründete Start-up Apprente zu kaufen. Ziel sei es, die Aufnahme von Bestellungen im McDrive künftig von Sprachcomputern abwickeln zu lassen. Dafür verfügt Apprente über die nötige Technologie.[40]
- Am 7. Oktober 2019 teilte das israelische Start-up Aleph Farms mit, dass es zum ersten Mal gelungen ist, Fleisch in einem Labor unter Weltraum-Bedingungen zu züchten. Damit will es beweisen, dass „künstliches Fleisch zu jeder Zeit, überall und unter allen erdenklichen Bedingungen hergestellt werden kann“, sagte Geschäftsführer Didier Toubia. Die Firma züchtet Rinderzellen in Muskelgewebe und produziert daraus mittels 3D-Drucker Steaks. Künstliches Fleisch sei klimafreundlich und vermeide Tierleid.
- Weitere wichtige Start-up-Unternehmen sind: Fiverr, IronSource, Wix, Taboola, AppsFlyer, SimilarWeb, WalkMe, Payoneer, Storedot, Datorama, Via, Lemonade, Cybereason, Vayyar, Airobotics und Monday.com.[41]
- Allein 180 Start-up-Unternehmen beschäftigen sich – neben 250 weiteren Unternehmen in Israel – mit den Themen Bewässerung, Wasseraufbereitung, Meerwasserentsalzung und Wassermanagement. Dazu gehören etwa die Unternehmen Nefatim (mit 150 Millionen verkauften Systemen in 110 Ländern)[42] und Lishtot (Messung der Wasserqualität in globalen Datenbanken).[43] Die Exporteinnahmen diese Technologien betreffend betragen insgesamt zwei Milliarden Euro.
- Intel kauft 2019 den israelischen KI-Chiphersteller Habana Labs für 2 Milliarden US-Dollar.[44]
- Im Mai 2019 stellte das Start-up-Unternehmen Yofix einen Joghurt nur aus Hafer, Linsen, Sonnenblumenkernen, Sesam und Kokosnuss. Dieser ist, weil er keine Milcherzeugnisse enthält, für Personen, die sich vegan ernähren oder an einer Laktoseintoleranz leiden, geeignet.[45]
- Im November 2019 wurde das erste künstliches Meniskusimplantat „NUsurface“bei einem Menschen mit dauerhaften Kniebeschwerden nach einem Meniskusriss eingesetzt. Die beiden Implantationen fanden vergangene Woche am „Medizinischen Zentrum Jitzchak-Schamir“ in Be’er Jakov und im „Medizinisches Zentrum Ramat Aviv“ in Tel Aviv statt.[46]
- 2020 wird der Medizinprodukte-Pionier Lumenis von Baring Private Equity Asia für rund 1,2 Milliarden US-Dollar übernommen.[47]
- Im Januar 2020 übernahm der US-Fonds Insight Partners für 1,1 Milliarden Dollar das israelische Unternehmen Armis, das eine Plattform zur Risikoabschätzung für Unternehmen entwickelt hat. Dieser Preis ist der höchste, der je für ein im Bereich Cybersicherheit tätiges israelisches Start-up bezahlt worden ist.
- Im Mai 2020 kauft Intel die Mobilitätsapp Moovit für 900 Millionen Dollar. Das Unternehmen soll in Mobileye integriert werden. Moovit berechnet für Nutzer Fahrtrouten mit öffentlichen Verkehrsmitteln sowie mit Einbindung von Fahrdiensten und E-Scootern und soll in Robo-Taxis integriert werden. Die App aus Israel ist für 3100 Städte verfügbar und hat 800 Millionen Nutzer.[48]
- Das israelische Unternehmen PregnanTech stellte im August 2020 einen speziellen Silikonring vor, der Frühgeburten verhindern soll. Der Ring soll dafür sorgen, dass sich der Gebärmutterhals auch bei Kontraktionen nicht verkürzt und sich der Muttermund nicht öffnet, wodurch der Druck auf den Gebärmutterhals reduziert wird, was eine Frühgeburt um mehrere Wochen verzögern kann.[49]
- Die Firma W-Cycle entwickelte aus dem Überrest der Zuckerproduktion Bagasse das Produkt SupraPulp zur Lebensmittelaufbewahrung. SupraPulp ist vollständig kompostierbar und kann für fettige und flüssige Lebensmittel verwendet werden und hält Temperaturen von −40 °C bis +270 °C stand. So können die Mahlzeiten in dem Produkt sowohl eingefroren, als auch in der Mikrowelle erhitzt werden.[50]

Das „Incubator-Incentive-Programm“ soll sich im neuen Gav Yam Negev Advanced Technologies Park, einem Technologiepark fortentwickeln. Dort sollte es insbesondere den gut ausgebildeten Neuankömmlingen aus Russland, die in großer Zahl unter Gorbatschow nach Israel auswandern durften, helfen, eigene Firmen zu gründen.

## Zukünftige Entwicklung
Mit dem Ziel die Startup-Ökosysteme von Deutschland und Israel miteinander zu vernetzen, fördert das Bundesministerium für Wirtschaft und Energie (BMWi) ein German-Israeli-Startup-Exchange-Program (GISEP). Mit GISEP wird die Internationalisierung von deutschen Startups gefördert, das deutsche Startup-Ökosystem als Expansionsziel in Israel beworben und die Vernetzung zwischen der etablierten Wirtschaft in Deutschland und Startups aus Israel gefördert.
Israel ist auf dem Weg von einer Start-Up Nation zu einer Scale-Up Nation. Israel bringt jährlich zwischen 1100 und 1380 Start-up-Unternehmen hervor. Während sich eine Start-Up Nation auf den Aufbau innovativer Start-ups konzentriert, die schnell erworben werden können, konzentriert sich eine Scale-Up Nation auf den Aufbau großer, erfolgreicher multinationaler Unternehmen mit Hauptsitz in Israel und einer weltweiten Geschäftstätigkeit mit Tausenden von Mitarbeitern und daraus resultierenden erheblichen Einnahmen.
Ab Dezember 2019 kooperieren die Charité, das Berliner Institut für Gesundheitsforschung (Berlin Institute of Health) und die israelische Innovationsbehörde in den Bereichen Medizintechnik und Digital Health. Ziel ist es, in diesen Bereichen israelische Start-up-Unternehmen zu fördern. Die Finanzierung erfolgt durch die israelische Innovationsbehörde (Israel Innovation Authority).

## Dachverband

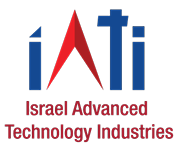
Logo der Israel Advanced Technology Industries

Als Dachorganisation für die Unterstützung von Start-ups fungiert die gemeinnützige Organisation Israel Advanced Technology Industries (IATI), die 49 Inkubatoren verzeichnet (Stand 2019), Einrichtungen zur Unterstützung technologieorientierter, möglichst innovativer Neugründungen und Jungunternehmen beziehungsweise auf Wachstum angelegter Start-up-Unternehmen. Darüber hinaus gibt es 490 sogenannte Acceleratoren, die sich an Start-ups richten, die sich ganz am Anfang befinden und oft nur eine Geschäftsidee haben. Meist wird ein Start-up dabei über einen Zeitraum von ein bis zwei Quartalen betreut und cofinanziert. Die Organisation IATI ist ferner bestrebt, in der Technologiewelt unterrepräsentierte Bevölkerungsgruppen wie Frauen, äthiopische Israelis, arabische Israelis und ultra-orthodoxe Juden auszubilden und zu integrieren, um mehr Vielfalt in der Branche zu fördern.

## Silicon Wadi
Das Silicon Wadi (hebräisch סיליקוק ואדי) ist ein Gebiet mit einer hohen Konzentration von Spitzentechnologieunternehmen in der Küstenebene Israels, mit einer hohen Konzentration rund um Tel Aviv und weiteren kleineren Clustern rund um weitere Großstädte. Die Bezeichnung leitet sich von der metonymischen Bezeichnung des Hochtechnologie-Zentrums Silicon Valley (deutsch Silicium-Tal) im US-Bundesstaat Kalifornien ab. „Wadi“ (ואדי) ist das arabische Wort für Tal (arabisch تل), das auch im umgangssprachlichen Hebräisch gebräuchlich ist.

## Innovationszentren für Start-ups in Israel
- Jokne’am Startup Village High-Tech park in Jokne’am
- Matam Hi-Tech park in Haifa
- Har Hotzvim in Jerusalem
- Jerusalem Technology Park in Jerusalem
- Azorim High-Tech Park in Petach Tikwa
- Gav Yam Negev Advanced Technologies Park

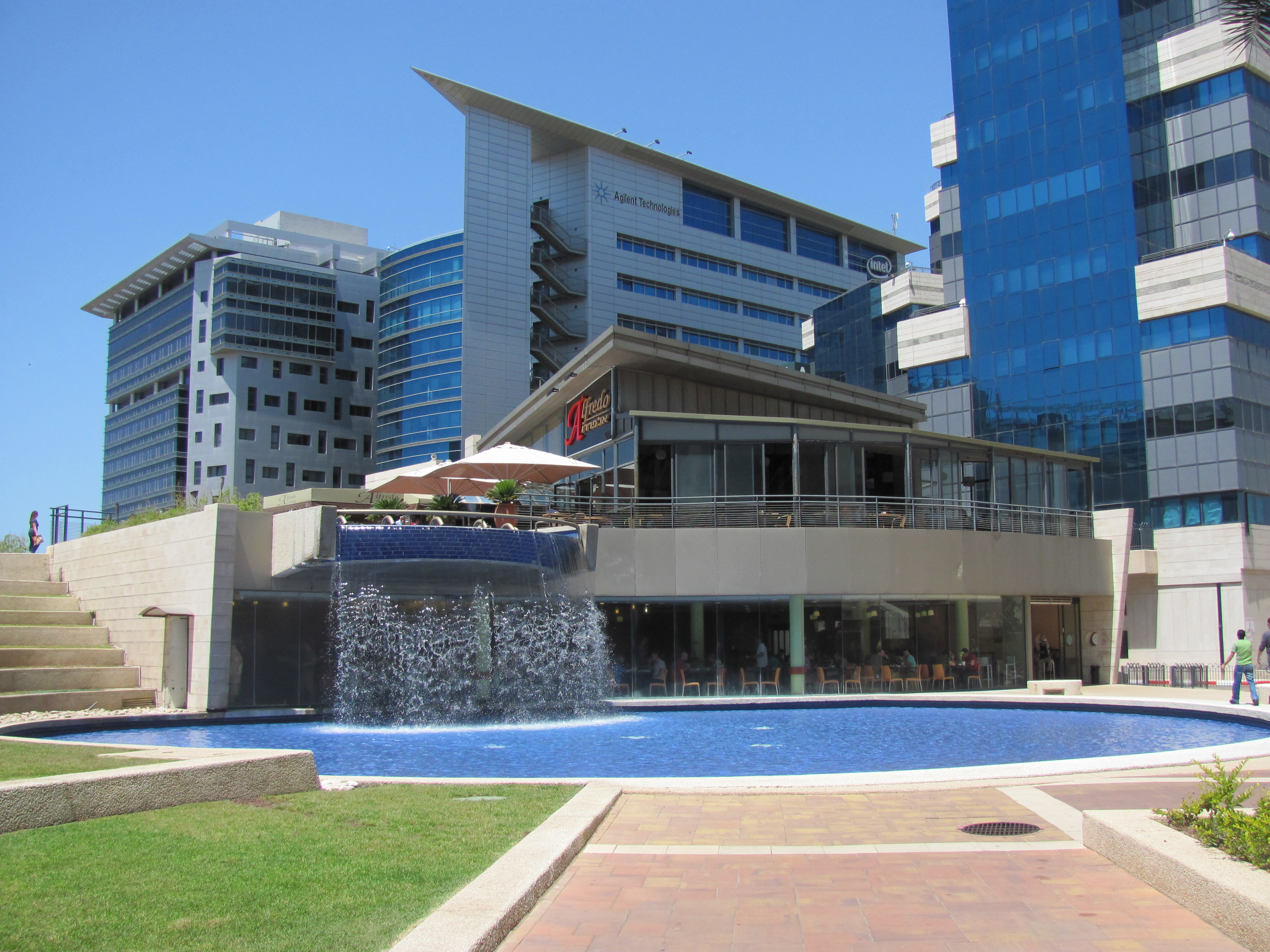
Azorim High-Tech park in Petach Tikwa
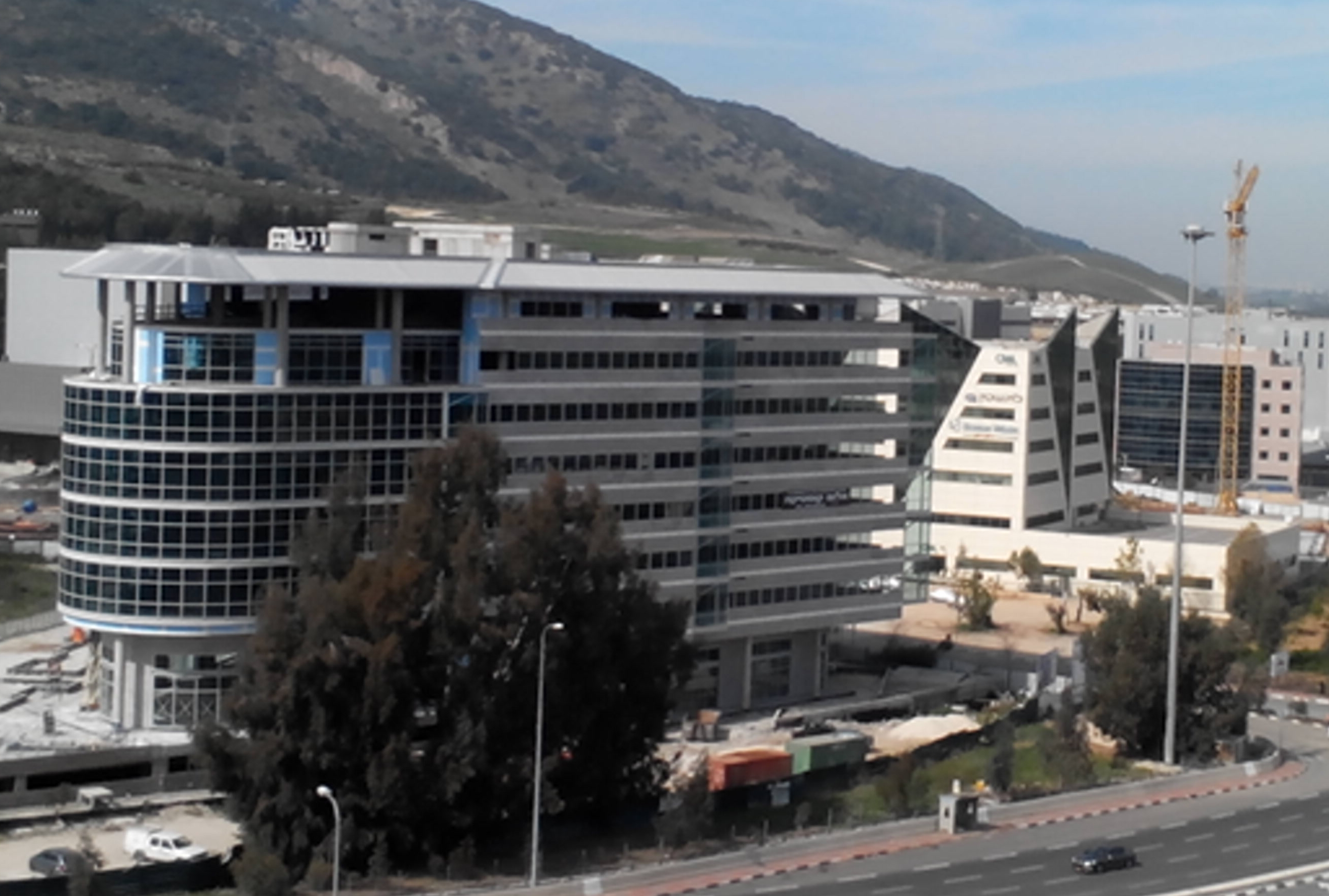
Startup Village High-Tech park in Jokne’am
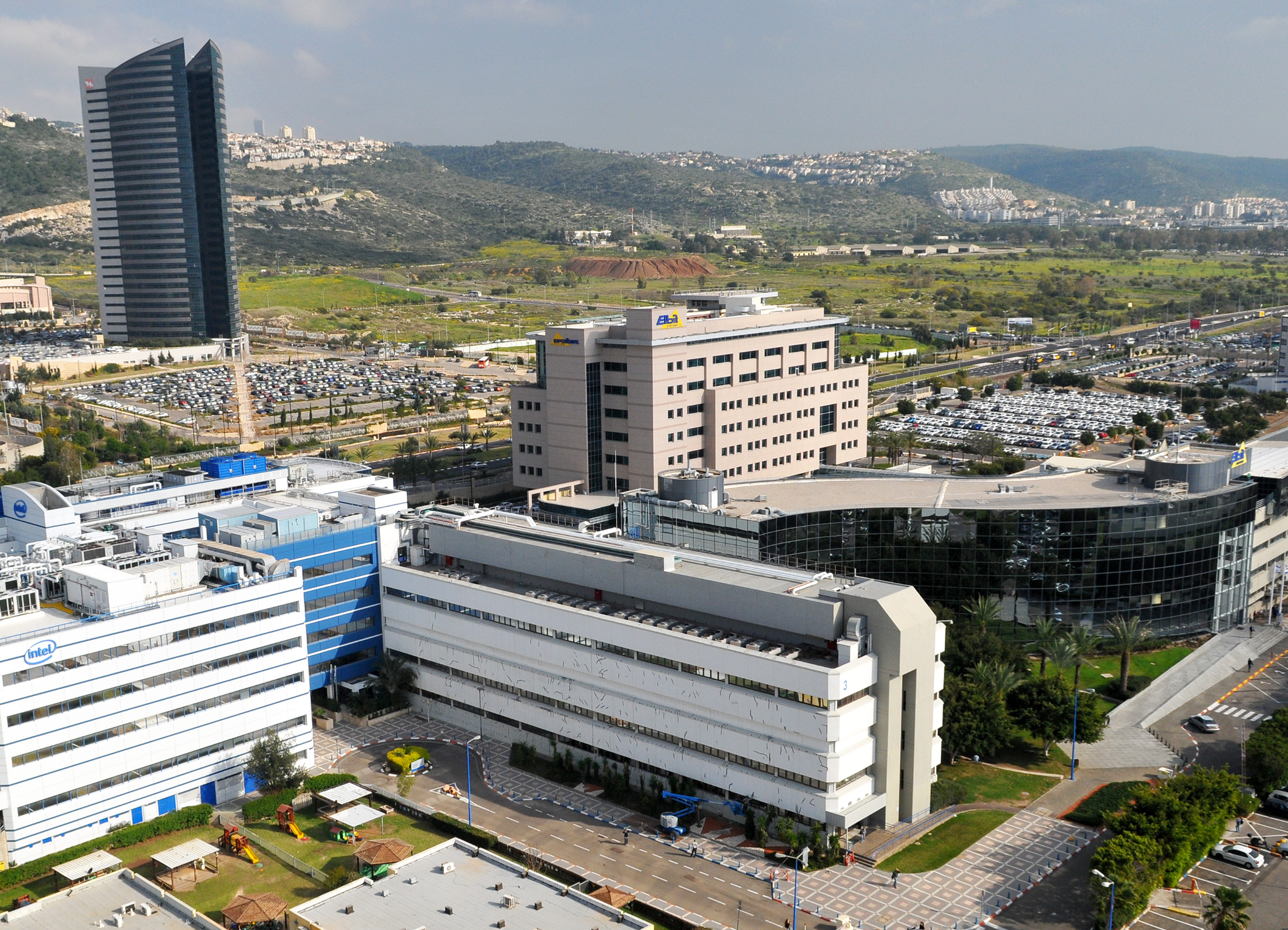
Matam High-Tech Park in Haifa
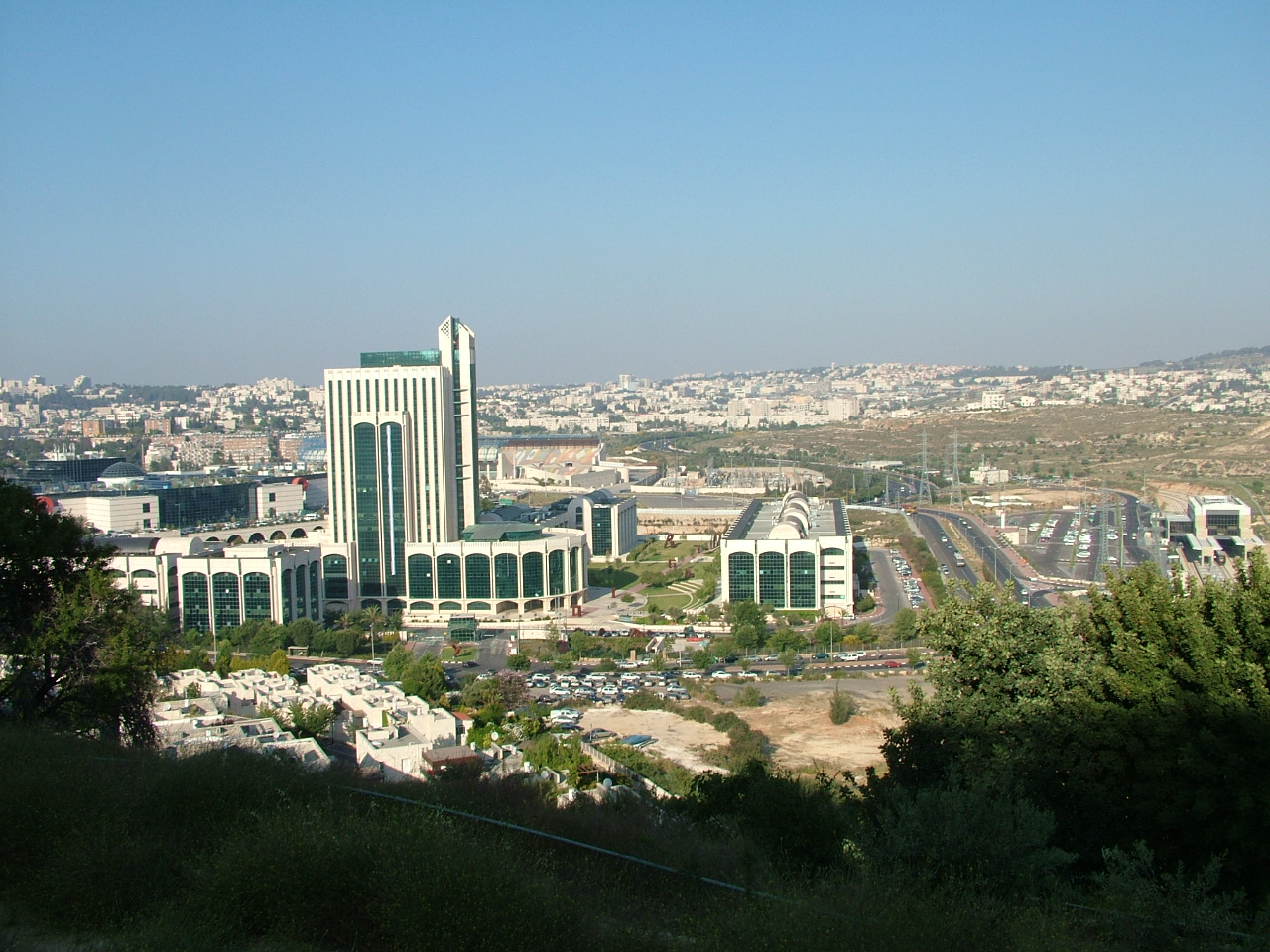
Jerusalem Technology Park
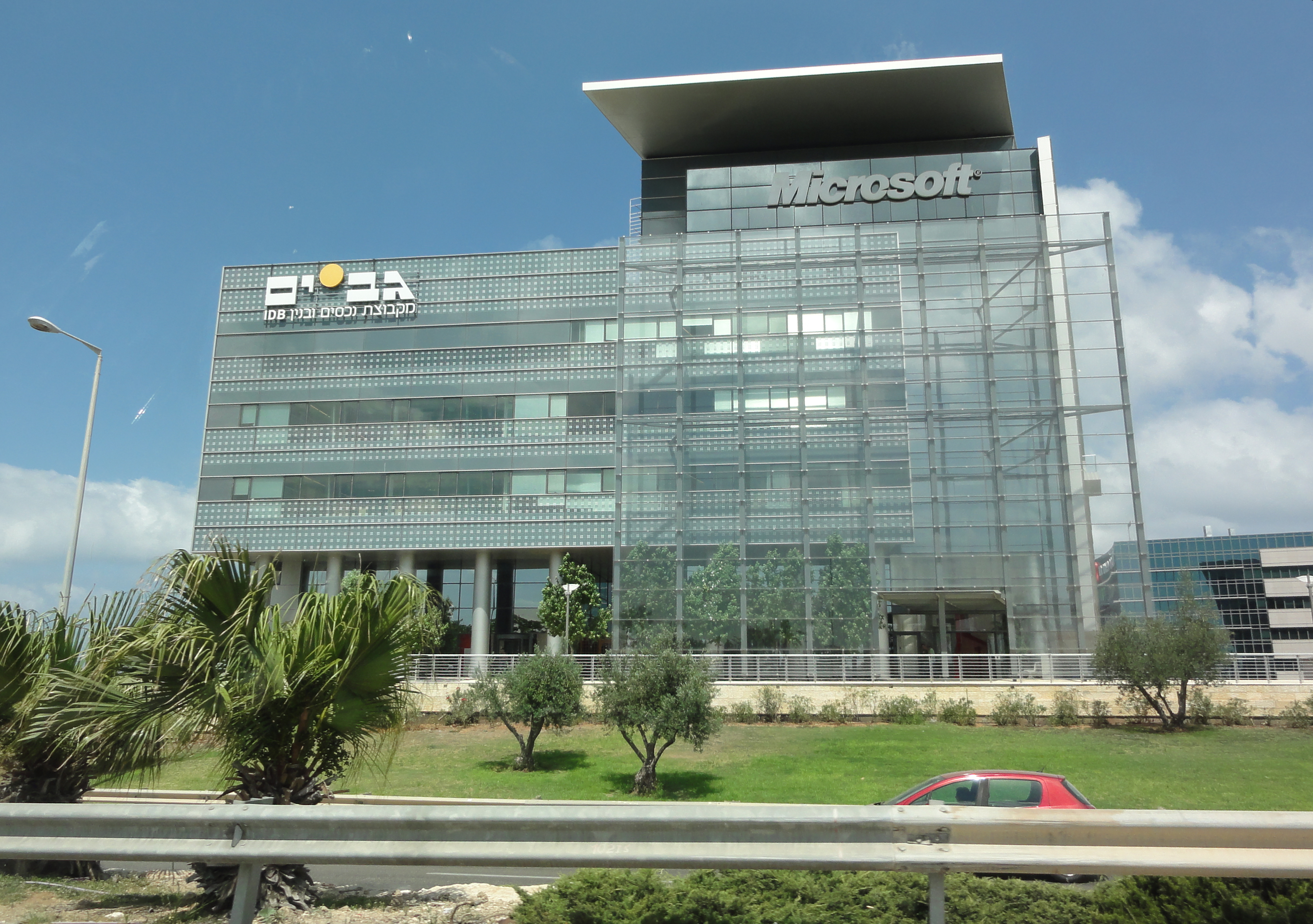
Microsoft-Gebäude in Haifa
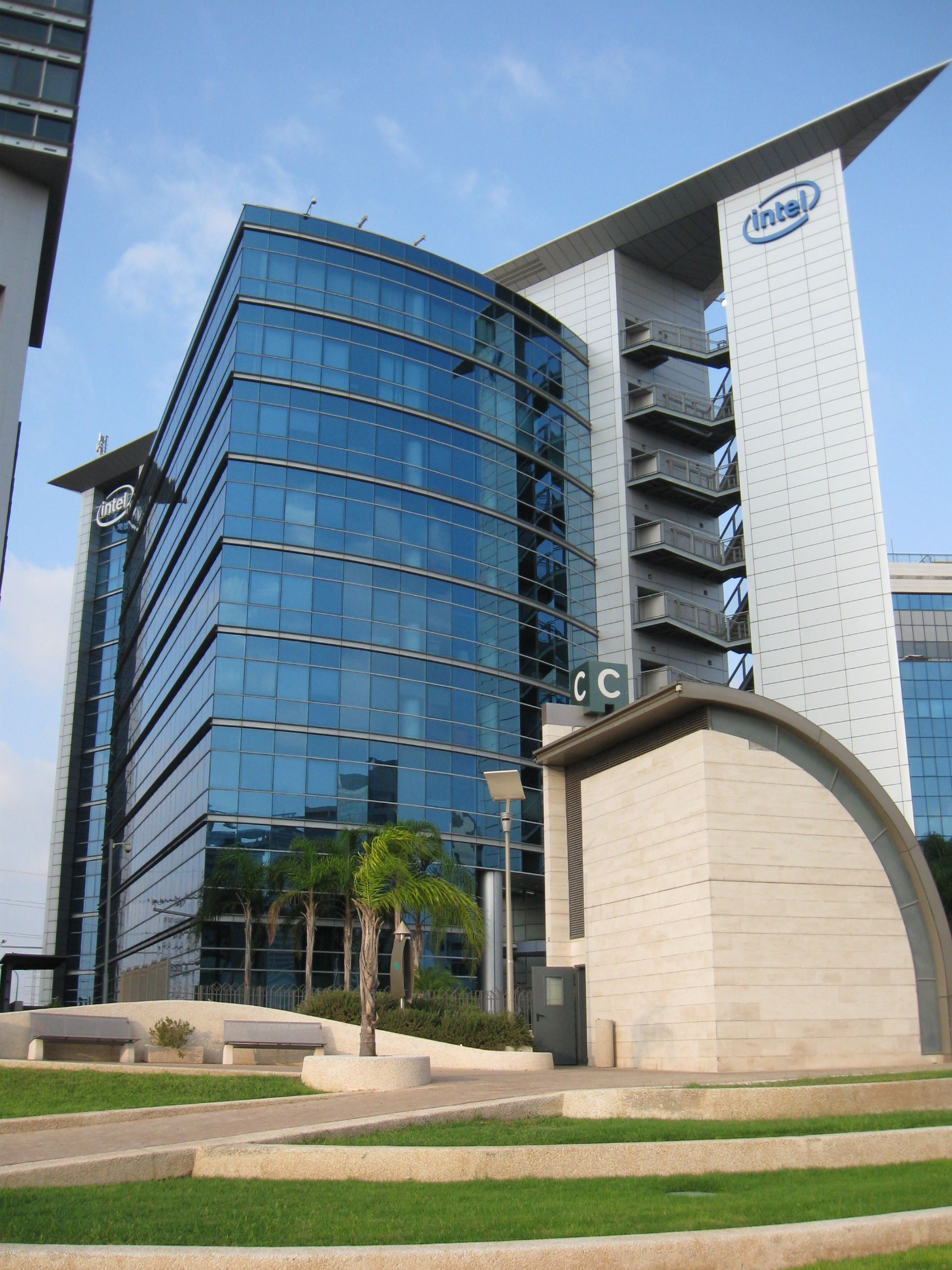
Intel-Gebäude in Petach Tikwa
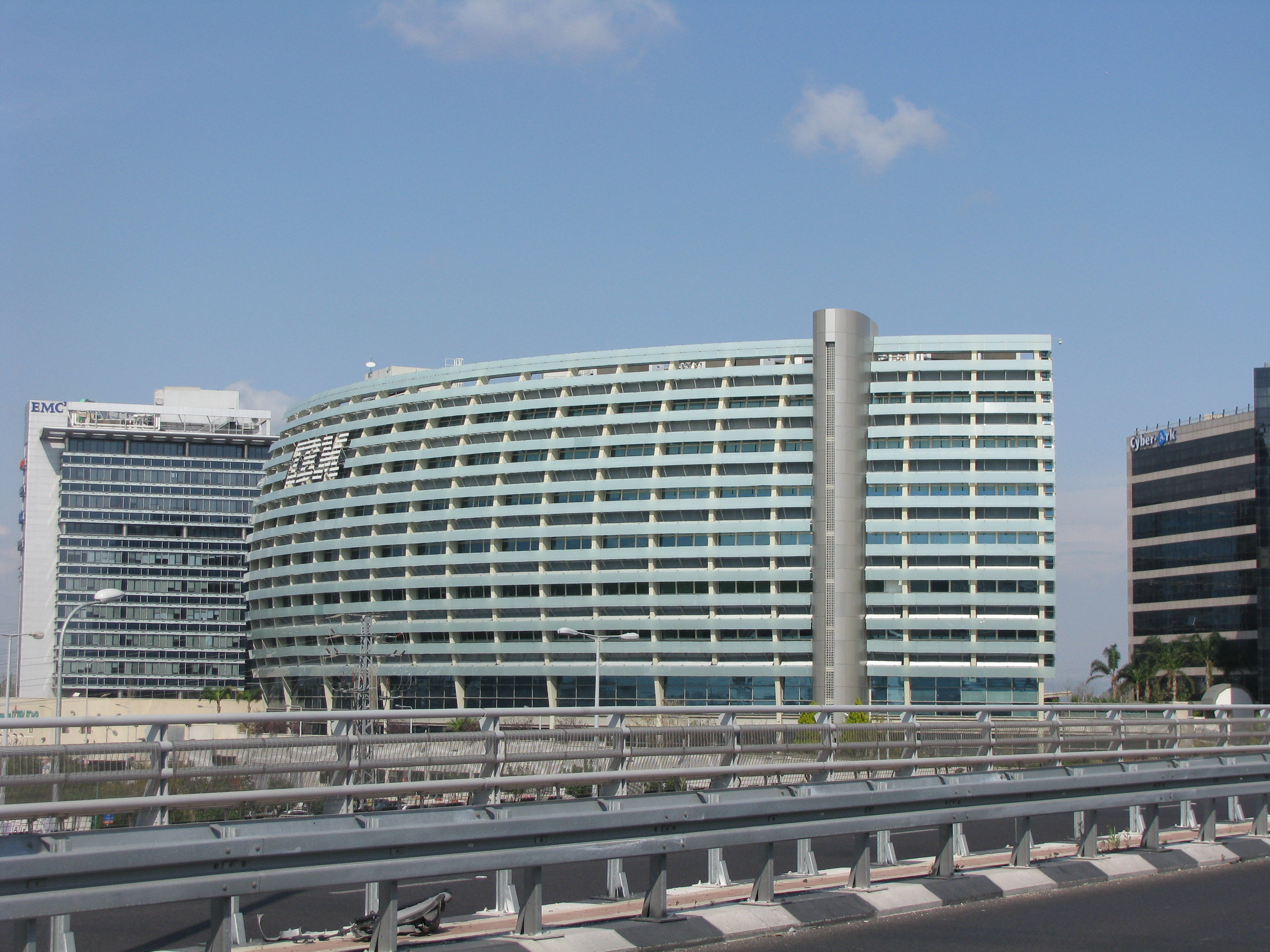
IBM-Gebäude in Petach Tikwa
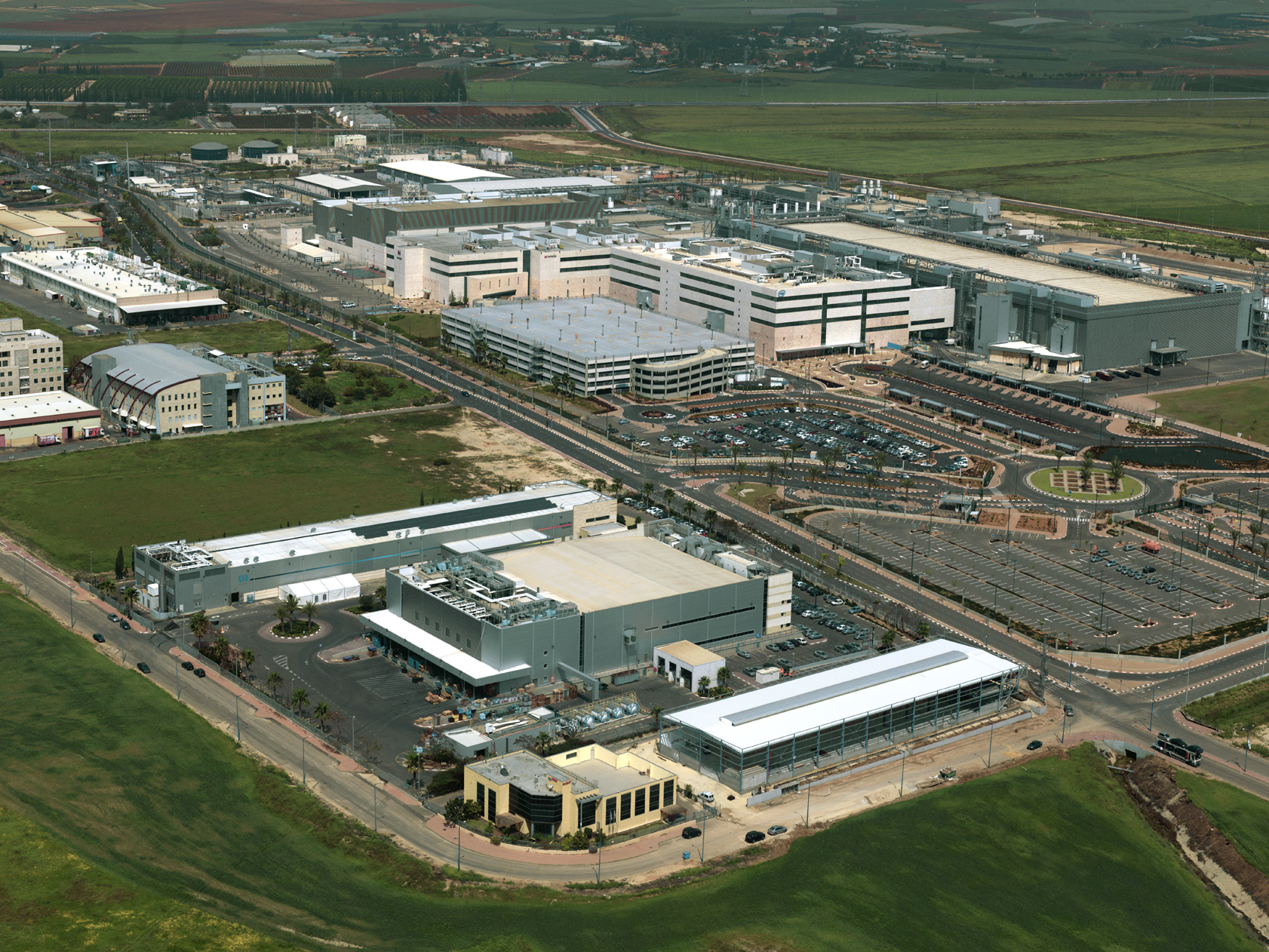
Hewlett-Packard, Intel und Micron Technology in Kirjat Gat
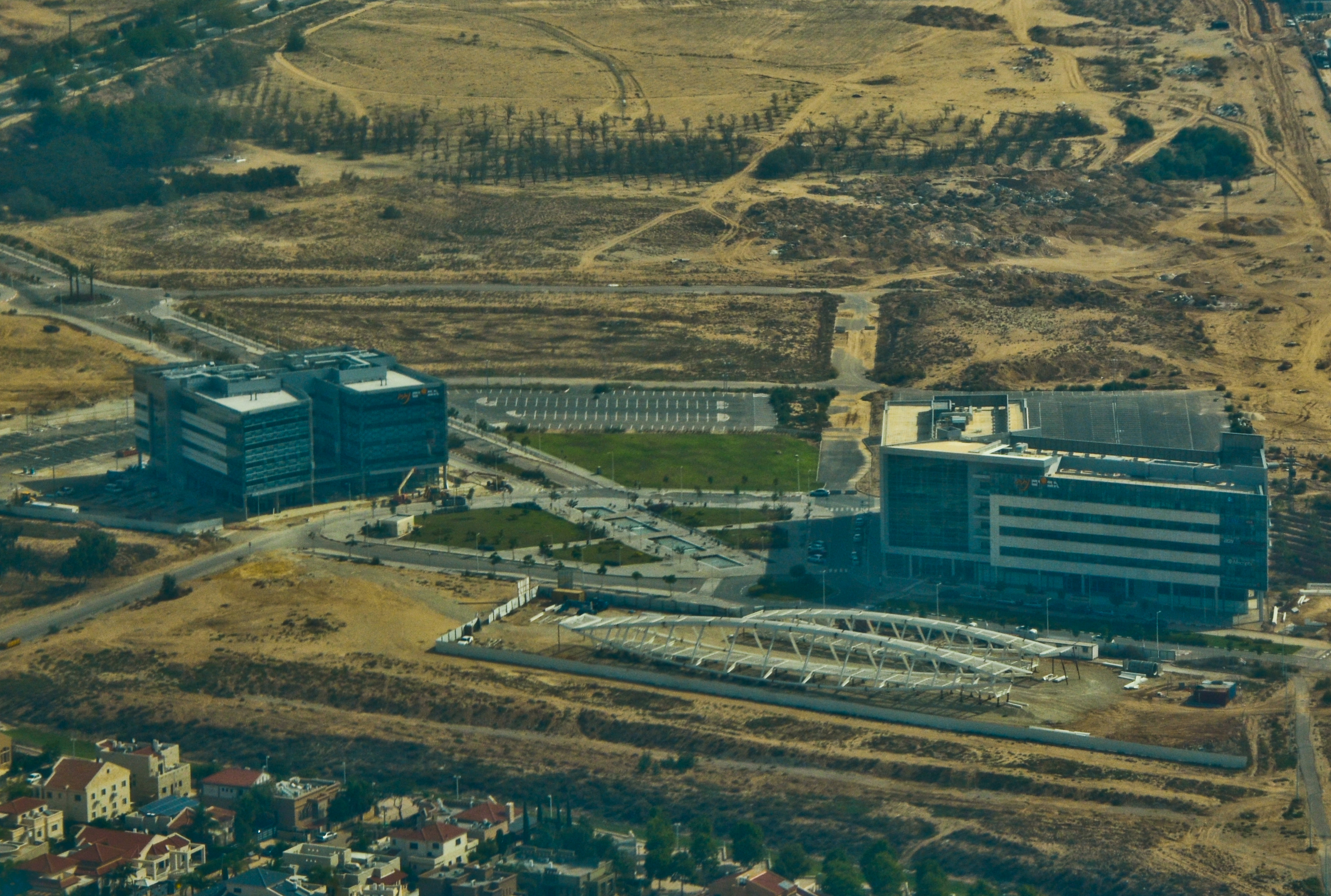
Gav Yam Negev Advanced Technology Park (2014)

## Sponsoring
Das israelische Radsportteam Israel Cycling Academy übernahm die WorldTour-Lizenz vom Team Katusha Alpecin und benannte sich wegen eines neuen Namenssponsors Start-Up Nation Central, einer Non-Profit-Organisation, die israelische Start-up-Unternehmen unterstützt, in Israel Start-Up Nation um. Es nimmt 2020 an der Tour de France teil. Zu den 30 internationalen Fahrern gehören auch die Deutschen André Greipel, Rick Zabel und Nils Politt. Start-Up Nation Central hat inzwischen über 7000 Start-up-Unternehmen in Israel gefördert.